# 宮野静
宮野 静（みやの しずか、2002年5月30日 - ）は、日本の女性アイドル。神奈川県出身。アソビシステムのアイドルプロジェクト「KAWAII LAB.」から誕生したアイドルグループCANDY TUNEのメンバー。愛称は「しーちゃん」、メンバーカラーは紫色。

## 来歴
- **2023年1月14日**、CANDY TUNEのメンバーとして発表される。[4]
- **2023年2月2日**、グループ名「CANDY TUNE」が正式決定され、SNS公式アカウントが開設される。[5]
- **2023年3月14日**、「KAWAII LAB. SESSION ～CANDY TUNE～」（Spotify O-EAST）でデビュー。[6]
- グループデビュー時より注目されるメンバーの一人として活動をスタート。[7]

## 人物
- メンバーカラーは紫。愛称「しーちゃん」で親しまれている。[8]
- 趣味はゲーム、アニメ、映画鑑賞、Vtuber視聴、特技は歌唱とダンス。[9]

## SNS
- **X**（旧Twitter）：アカウント `@shizuka_ct0530`、約27,000フォロワー（2025年2月時点）。[10]
- **Instagram**：アカウント `@miyano_shizuka`、約52,000フォロワー（2024年時点）。[11]

## 出演
ライブ・イベント
- CANDY TUNEとして多数の公演・ツアーに出演。詳細はグループページを参照。[12]